# Адам Родригес
Адам Майкъл Родригес (на английски: Adam Michael Rodríguez) (роден на 2 април 1975 г.) е американски актьор. Най-известен е с ролята си на Ерик Делко в сериала „От местопрестъплението: Маями“.

## Частична филмография
- „Магистрални ченгета“ – 2017
- „Престъпни намерения“ – 2016 – понастоящем
- „Империя“ – 2015
- „Професия: Стриптийзьор 2“ – 2015
- „Нощна смяна“ – 2015
- „Семейство Гудуин“ – 2013
- „Необходима грубост“ – 2012
- „Професия: Стриптийзьор“ – 2012
- „Улица Сезам“ – 2011
- „Осмо чувство“ – 2010
- „Грозната Бети“ – 2009 – 2010
- „Ким Суперплюс“ – 2005
- „Два метра под земята ООД“ – 2004
- „От местопрестъплението: Маями“ – 2002 – 2012
- „От местопрестъплението“ – 2002
- „Розуел“ – 2001 – 2002
- „Фелисити“ – 1999 – 2000
- „Закон и ред“ – 1999
- „Полицейско управление Ню Йорк“ – 1997